# Brillantschwarz BN
Brillantschwarz BN (auch Schwarz PN) ist ein synthetischer, wasserlöslicher Azofarbstoff, der in der EU als Lebensmittelfarbstoff E 151 zugelassen ist.

## Verwendung
In Deutschland wurde Brillantschwarz BN durch die Farbstoff-Verordnung ab 1959 als 1-Aminobenzol-4-sulfosäure→1-Aminonaphthalin-7-sulfonsäure→1-Acetylamino-8-naphthol-4,6-disulfosäure für die Verwendung in Lebensmitteln zugelassen. Zur Übernahme der Richtlinie des Rats zur Angleichung der Rechtsvorschriften der Mitgliedstaaten für färbende Stoffe, die in Lebensmitteln verwendet werden dürfen in nationales Recht wurde die Farbstoff-Verordnung 1966 angepasst und für Brillantschwarz BN die E-Nummer E 151 aufgenommen. Ab 1978 wurde die Verwendung in Deutschland durch die Zusatzstoff-Zulassungsverordnung geregelt. Durch die Verordnung (EG) Nr. 1333/2008, die am 20. Januar 2009 in Kraft trat, ist die Verwendung von Brillantschwarz BN als Lebensmittelzusatzstoff im ganzen EWR einheitlich geregelt.
Brillantschwarz BN ist zusammen mit anderen Farbstoffen, wie Curcumin, Tartrazin oder Azorubin in Gruppe III (Lebensmittelfarbstoffe mit kombinierter Höchstmengenbeschränkung) einsortiert, und darf für fermentierte Milchprodukte sowie Sahneprodukte, Käse, Speiseeis, Mostarda di Fruta, Süßwaren (z. B. Lakritze), kandierte  Früchte, Kaugummi, Verzierungen, Überzüge, Soßen, Füllungen, Rührteige und Backwaren, Umhüllungen für Fleisch und Wurst, Surimi und Fischrogen, Würzmittel, Senf, Suppen, vegetarische Eiweißprodukte, diätetische Lebensmittel, aromatisierte Getränke und Wein, Apfel-, Birnen- und Fruchtwein, weinhaltige Getränke, Spirituosen, Knabbereien, Dessertspeisen sowie Nahrungsergänzungsmittel verwendet werden. Je nach Anwendung liegt die zulässige Höchstmenge zwischen 50 und 500 mg/kg. Für essbare Käserinde und Wursthüllen gibt es keine Mengenbeschränkung (quantum satis).
Mit Brillantschwarz BN werden zum Beispiel Kosmetika wie Shampoos, Schaum- und Duschbäder sowie flüssige Seifen gefärbt. Durch die Verwendung des Farbstoffes können violette, braune und schwarze Farbtöne erzielt werden.

## Verträglichkeit
Brillantschwarz BN gilt gesundheitlich als unbedenklich, im Tierversuch konnte ein leichter Einfluss auf Verdauungsenzyme festgestellt werden. Es wird jedoch vermutet, dass der Farbstoff an der Auslösung von Hautreaktionen (Neurodermitis) und Asthma beteiligt sein könnte.
Die erlaubte Tagesdosis (ADI) beträgt 5 Milligramm pro Kilogramm Körpergewicht.